# Piero Maranghi

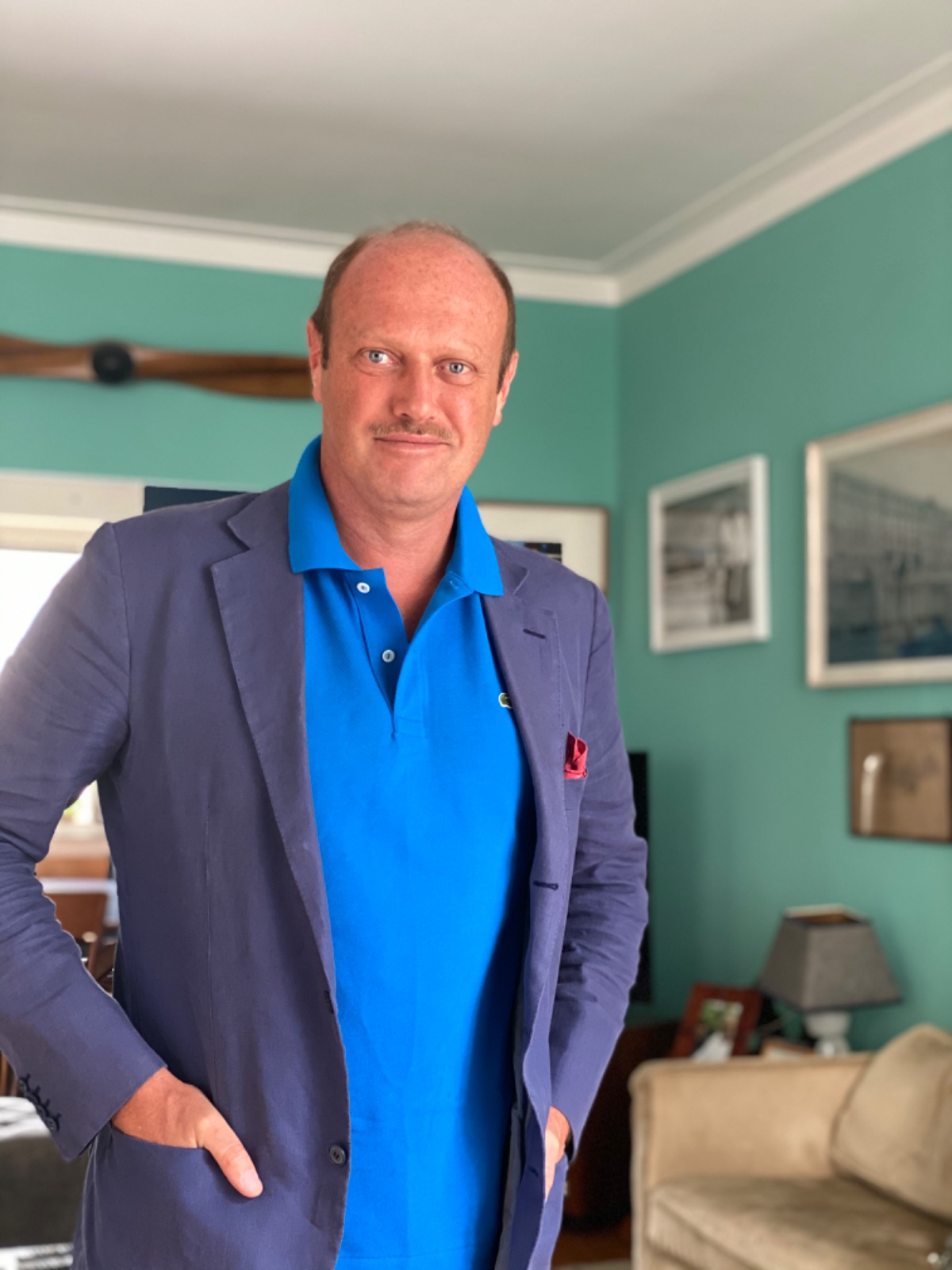

Piero Maranghi (Milano, 8 luglio 1969) è un manager, imprenditore e regista italiano.

## Biografia
Nasce a Milano l'8 luglio 1969. Cresce nella Casa degli Atellani, uno degli storici palazzi della nobiltà milanese, appartenente alla famiglia Castellini Baldissera, la sua famiglia dalla parte della madre. Suo padre era il banchiere Vincenzo Maranghi, amministratore delegato di Mediobanca, noto anche come il "Delfino" di Enrico Cuccia. Frequenta a Milano il liceo classico, definendosi come una "bestia curiosa" in ambito accademico. Sviluppa un interesse per le arti e la cultura. L'amore per la musica arriva da lontano: sua madre ascoltava sempre musica classica e il padre era appassionato di Chopin e Puccini; la sua famiglia è sempre stata molto legata al Teatro alla Scala, suo bisnonno Piero Portaluppi l'ha ridisegnata dopo i bombardamenti della seconda guerra mondiale. Frequenta scienze politiche all'università, termina gli esami senza discutere la tesi. Dal 2004 dirige Classica HD.

### Carriera televisiva e altre attività
Piero Maranghi è conosciuto per la sua carriera come direttore di Classica, la principale emittente televisiva italiana dedicata alla musica classica. È anche noto per aver prodotto e ideato numerosi programmi, documentari e film di rilevanza culturale. Nel 2017 ha collaborato con Rai, France Télévisions, Heute e Daniel Barenboim per produrre una serie animata intitolata Max & Maestro, che narra la storia di un giovane ragazzo che scopre il suo amore per la musica classica, attraverso un direttore d'orchestra argentino-israeliano. Ha ricoperto il ruolo di membro della giuria al Festival di Sanremo, nel 2014. Nel 2016 è stato autore di Rischiatutto, programma andato in onda sulla Rai. Nel 2020 è stato selezionato come membro del Cda del Teatro Ponchielli di Cremona. Ha gestito lo Scala Shop, un negozio specializzato nella vendita in esclusiva di merchandising, locandine, libri, cd, legati al Teatro alla Scala. Maranghi dirige da più di vent'anni la fondazione Piero Portaluppi, dedicata all'organizzazione di eventi, alla catalogazione delle opere e alla promozione dell'architetto milanese da cui la fondazione prende il nome. È anche un regista d'opera, avendo diretto produzioni di Aida, Manon Lescaut, Delitto e dovere, Rigoletto, Le cantatrici villane, Pagliacci e Cenerentola in vari teatri italiani. Piero Maranghi è l’ideatore del museo La Vigna di Leonardo, realizzato nel 2015 presso Casa degli Atellani, palazzo di famiglia, dove Leonardo da Vinci visse mentre dipingeva L'Ultima Cena. Il palazzo di famiglia fu acquistato dal proprietario di LVMH, il miliardario francese Bernard Arnault, provocando la chiusura permanente del museo.
Televisione
Dal 2004 è direttore di Classica HD. Nel 2017 diventa l’editore unico della rete, consolidando un percorso ventennale e la vocazione a divulgare il mondo dell’opera, del balletto e della musica classica in tutte le sue forme e in ambiti diversi.
Nel 2020 presenta 130 puntate di “Va pensiero. Parole e futuro”, talk show con protagonisti del mondo della cultura, dello sport, della musica, dell’informazione e della politica. Tra gli ospiti Daniel Barenboim, Daria Bignardi, Fabrizio Palenzona, Davide Livermore, Milena Gabanelli, Romano Prodi, Michele Serra, Vanessa Beecroft, Adriano Panatta . Maranghi è ideatore e produttore del programma di attualità culturale “Almanacco di bellezza”, in onda dal 2020 tutti i giorni su Classica HD, condotto insieme allo storico dell’arte Leonardo Piccinini, sodalizio nato “sotto la stella di Philippe Daverio”. Dal 2021 Almanacco di bellezza è anche podcast sulle piattaforme audio di Intesa Sanpaolo ON AIR. Nel dicembre dello stesso anno Rizzoli pubblica il libro Almanacco di bellezza di Piero Maranghi e Leonardo Piccinini, con le illustrazioni di Giuseppe Ragazzini. Alla presentazione ufficiale del libro sono intervenuti Pier Luigi Bersani, Stefano Bonaga, Stefano Lucchini, Mia Ceran. Almanacco di bellezza realizza puntate speciali in collaborazione con enti e istituzioni culturali e museali, nazionali e internazionali, come lo Speciale dedicato a Johannes Vermeer girato nelle sale del Rijksmuseum di Amsterdam
Fondazione Piero Portaluppi
Dal 1999 dirige la Fondazione Piero Portaluppi, dedicata al recupero e alla conservazione dell’intero archivio dell’architetto, andato disperso dopo la sua scomparsa . La Fondazione ha attuato un’attenta catalogazione della produzione artistica di Piero Portaluppi e ha promosso iniziative, eventi, mostre, film, libri sull’architetto, la cui opera è oggi altamente riconosciuta e apprezzata. Nel 2003 Maranghi, con Fondazione Piero Portaluppi e Luca Molinari, cura la prima mostra dedicata a Portaluppi e alla sua opera presso La Triennale di Milano, oltre al relativo catalogo, iniziativa che segna l’inizio della rinascita critica dell’architetto milanese . Nel 2017, nel cinquantenario della morte di Piero Portaluppi, Maranghi produce il film l’Amatore, per la regia di Maria Mauti, un ritratto della Milano del primo Novecento attraverso la figura dell’architetto. Il film viene presentato nel 2016 al 69º Festival del Cinema di Locarno, nel 2017 al IFFR Internacional Film Festival Rotterdam e al BAFICI Buenos Aires Festival Internacional De Cine Indipendiente . Nel 2018 Maranghi con Fondazione Piero Portaluppi promuove la grande mostra PP130, un racconto della vita di Portaluppi grazie all’esposizione di sue 130 opere.  Nel 2023, Fondazione Piero Portaluppi pubblica il volume PIERO PORTALUPPI, a cura di Piero Maranghi, con 350 immagini inedite realizzate dal fotografo Ciro Frank Schiappa, testi di Paolo Portoghesi, Piero Castellini con Luca Guadagnino, Jacopo Ghilardotti e Annalisa Rossi. Il volume è edito da Skira. 
Vigna di Leonardo
Piero Maranghi è ideatore del Museo La Vigna di Leonardo , aperto nel 2015 in occasione di Expo2015. Il progetto nasce nel 2007 grazie alle ricerche condotte dalla Facoltà di Scienze Agrarie dell’Università di Milano, sotto la guida del professor Attilio Scienza, che hanno portato al reimpianto all'interno del giardino di Casa Atellani della Malvasia di Candia Aromatica, la vite originaria della vigna di Leonardo. Nel 2018 avviene la prima vendemmia. Nel luglio 2021 il decanter numero 1/330 viene presentato a Venezia, nella Scuola Grande della Misericordia, ospiti di Casa Platform nell’ambito delle celebrazioni per la Biennale. Il 15 settembre 2021 Piero Maranghi ospita il Comitato Maria Letizia Verga, Fondazione Italiana che raccoglie fondi per la lotta contro la leucemia, presso il Museo per la prima asta di beneficenza. L’intero ricavato dell’asta è stato destinato al progetto di ricerca sul passaporto genetico che mira ad individuare il profilo genetico di ogni bambino malato di leucemia e linfomi, per lo studio di una terapia personalizzata mirata e offrire un’opportunità di guarigione in più dalla malattia. Nel 2022, Piero Maranghi ha sostenuto e promosso l’apertura dello spazio “Biblioteca del Daverio”, dopo la scomparsa dello storico e critico dell’arte Philippe Daverio, per visite guidate in partnership con Vox Group e Vigna di Leonardo. 
Regie d’opera
Dal 2016, Piero Maranghi e Paolo Gavazzeni realizzano regie d’opera per i più importanti Teatri e Festival italiani: Aida di Giuseppe Verdi al Teatro Coccia di Novara (2016), Manon Lescaut di Giacomo Puccini al Teatro Massimo Bellini di Catania (2017), Delitto e dovere di Alberto Colla al Festival dei due mondi di Spoleto (2017), Rigoletto di Giuseppe Verdi al Teatro Coccia di Novara e al Teatro Comunale di Sassari (2018), Le cantatrici villane di Valentino Fioravanti all’Arezzo Raro Festival (2019), Pagliacci di Ruggero Leoncavallo (2019) e Il tabarro di Giacomo Puccini (2020) al Teatro Comunale di Sassari, Il trespolo tutore di Alessandro Stradella al Teatro Carlo Felice di Genova (2020), La bohème di Giacomo Puccini al Teatro Regio di Torino (2021), La traviata di Giuseppe Verdi al Teatro Massimo Bellini di Catania (2021), Da Ponte & Friends al Teatro Olimpico Vicenza (giugno 2021), La bohème al Teatro Regio di Torino (febbraio 2022), Pagliacci al Teatro Lirico di Cagliari (giugno 2022), Don Giovanni al Teatro Comunale per l’Ente Concerti Marialisa de Carolis di Sassari (ottobre 2022), La Cenerentola al Teatro Carlo Felice di Genova (novembre 2022), Adriana Lecouvreur di Cilea al Teatro Massimo Bellini di Catania (marzo 2023), Il Tabarro di Puccini al Teatro Filarmonico di Verona (novembre 2023) e La Cenerentola al Teatro Lirico Giuseppe Verdi di Trieste e al Teatro Nuovo Giovanni da Udine (aprile, maggio 2024).
Produzioni cinematografiche
Piero Maranghi è produttore di documentari e docufilm: Teatro alla Scala. Il tempio delle meraviglie di Luca Lucini (2015), Leonardo da Vinci. Il genio a Milano di Nico Malaspina e Luca Lucini (2016), Roberto Bolle. L'arte della danza di Francesca Pedroni (2016), L'amatore di Maria Mauti (2017), Dentro Caravaggio di Francesco Fei (2019). È produttore esecutivo di L’ultima notte di Amore di Andrea Di Stefano (2023) e produttore associato di Giulia mia cara! Giorgio di Maria Mauti 
Nel 2017, con RAI, France Télévision e HR (Germania), ha prodotto Max&Maestro, una serie di 52 cartoni animati, con la speciale partecipazione del maestro Daniel Barenboim, vincitrice del Premio della Critica Musicale "Franco Abbiati" nel 2019.
Editoria
Come editore, Piero Maranghi ha curato diverse collane editoriali in collaborazione con Il Corriere della Sera e altri quotidiani nazionali: Verdi. Le opere (2013), La grande opera italiana (2013), Divina Callas (2015), I capolavori della danza (2015), L’opera dai grandi teatri del mondo (2016), Riccardo Muti alla Scala (2017).

### Carriera politica
Maranghi nel 2016 accetta la candidatura come consigliere nel Consiglio comunale di Milano, promuovendo un programma volto a rilanciare e migliorare il sostegno della città alle arti. La sua candidatura fu sostenuta e organizzata sotto la guida di Giuseppe Sala, il futuro sindaco di Milano.

## Procedimenti giudiziari e polemiche
Nel settembre del 2023, un articolo pubblicato su Affaritaliani ha trattato delle varie disavventure e inciampi imprenditoriali di Maranghi, ponendo particolare attenzione alla chiusura e al fallimento di diverse aziende sotto la sua amministrazione. Questo sarebbe stato solo il primo di una lunga serie di articoli orientati a sostenere intenti fraudolenti di Maranghi verso l'erario. Un successivo articolo pubblicato da Il Fatto Quotidiano, sostenne che Maranghi avesse dirottato fondi destinati alla Scala Shop verso aziende di sua proprietà. Poco dopo, il Corriere della Sera, La Repubblica e altri quotidiani ripresero la notizia del patteggiamento, 22 mesi, per gli addebiti mossigli. In una lettera di risposta pubblicata da Il Fatto Quotidiano il 27 agosto 2024, Maranghi ha risposto ad alcune delle accuse formulate e ha criticato l’articolo, perché “aveva descritto le imputazioni, ma non le ragioni della difesa, che hanno convinto i magistrati a definire le vicende giudiziarie a livelli sanzionatori ben inferiori alla pena minima” .

### Polemica con Paolo Conte
Maranghi ha scritto un articolo in cui criticava la scelta del Teatro alla Scala di organizzare un concerto di Paolo Conte. L'articolo di Maranghi ha prodotto un alto numero di articoli da parte di esperti e critici, che hanno risposto in modo positivo e negativo alle sue opinioni. La decisione di Maranghi di mettere Paolo Conte sotto i riflettori è stata usata contro di lui durante le critiche ricevute per i suoi reati fiscali. Paolo Conte, mesi dopo, ha risposto ad un'intervista confermando la stima verso Maranghi, apprezzandone la simpatia e le trasmissioni prodotte.